# Kanton Auneau
Auneau is een kanton van het Franse departement Eure-et-Loir. Het kanton maakt deel uit van het arrondissement Chartres.

## Gemeenten
Het kanton Auneau omvatte tot 2014 de volgende gemeenten:
- Ardelu
- Aunay-sous-Auneau
- Auneau (hoofdplaats)
- Béville-le-Comte
- Champseru
- La Chapelle-d'Aunainville
- Châtenay
- Denonville
- Francourville
- Garancières-en-Beauce
- Le Gué-de-Longroi
- Houville-la-Branche
- Léthuin
- Levainville
- Maisons
- Moinville-la-Jeulin
- Mondonville-Saint-Jean
- Morainville
- Oinville-sous-Auneau
- Orlu
- Oysonville
- Roinville
- Saint-Léger-des-Aubées
- Sainville
- Santeuil
- Umpeau
- Vierville
- Voise

Bij de herindeling van de kantons door het decreet van 24 februari 2014, met uitwerking op 22 maart 2015, werden daar 6 gemeenten aan toegevoegd.
Op 1 januari 2016 werden de gemeenten Auneau en Bleury-Saint-Symphorien samengevoegd tot de fusiegemeente (commune nouvelle) Auneau-Bleury-Saint-Symphorien.

Op 1 januari 2016 werden de gemeenten Gommerville en Orlu samengevoegd tot de fusiegemeente (commune nouvelle) Gommerville. Bij decreet van 7 november 2019 werd deze gemeente in haar geheel toegewezen aan het kanton Villages Vovéens.

Sindsdien omvat het kanton Auneau volgende 32 gemeenten:
- Ardelu
- Aunay-sous-Auneau
- Auneau-Bleury-Saint-Symphorien (hoofdplaats)
- Bailleau-Armenonville
- Béville-le-Comte
- Champseru
- La Chapelle-d'Aunainville
- Châtenay
- Denonville
- Écrosnes
- Francourville
- Gallardon
- Garancières-en-Beauce
- Le Gué-de-Longroi
- Houville-la-Branche
- Léthuin
- Levainville
- Maisons
- Moinville-la-Jeulin
- Mondonville-Saint-Jean
- Morainville
- Oinville-sous-Auneau
- Oysonville
- Roinville
- Saint-Léger-des-Aubées
- Sainville
- Santeuil
- Umpeau
- Vierville
- Voise
- Yermenonville
- Ymeray